# Joseph Shannon Baird Mitchell
Pour les articles homonymes, voir Mitchell.
Joseph Shannon Baird Mitchell, né le 24 juillet 1959 à Pittsburgh est un informaticien et mathématicien américain. Il est professeur de mathématiques appliquées et de statistique et research professor d'informatique à l'université d'État de New York à Stony Brook. Il travaille en géométrie algorithmique, principalement appliquée à des problèmes d'infographie.

## Carrière professionnelle
Joseph S. B. Mitchell obtient un B. Sc. de physique et mathématiques appliquées en 1981, un M. Sc. de mathématiques en 1981 à l'université Carnegie-Mellon, et un Ph. D. de recherche opérationnelle en 1986 à l'université Stanford sous la direction de Christos Papadimitriou avec une thèse intitulée « Planning shortest paths ». Il travaille aux Hughes Research Laboratories (en) de 1981 à 1986, puis comme professeur assistant à l'université Cornell (1986–1991). Depuis 1991, il est professeur à l'université d'État de New York à Stony Brook, en tant que Distinguished Professor de mathématiques appliquées et de statistique et Research Professor en informatique. Il dirige depuis 2014 le département de mathématiques appliquées et de statistique.

## Responsabilités scientifiques
Mitchell est pendant plusieurs années membre du comité de pilotage (steering committee) de la conférence Symposium on Computational Geometry (SoCG) , qu'il l'a aussi présidé plusieurs fois. Il est membre du comité de rédaction des journaux Discrete and Computational Geometry, Computational Geometry: Theory and Applications, Journal of Computational Geometry, et de Journal of Graph Algorithms and Applications, et il est l'un des deux rédacteurs en chef de la revue International Journal of Computational Geometry and Applications. Il a été coprésident du comité de programme du 21e symposium de géométrie algorithmique de l'ACM, à Pise, en 2005 et du 26e symposium de géométrie algorithmique de l'ACM, à Snowbird, en 2010.

## Recherche
Mitchell travaille principalement en géométrie algorithmique appliquée à des problèmes en infographie, visualisation des données, contrôle de la circulation aérienne, industrie manufacturière, et systèmes d'information géographique.

## Publications (sélection)
- Joseph S. B. Mitchell, « Guillotine Subdivisions Approximate Polygonal Subdivisions: A Simple Polynomial-Time Approximation Scheme for Geometric TSP, k-MST, and Related Problems », SIAM Journal on Computing, vol. 28, no 4,‎ 1999, p. 1298–1309 (ISSN 1095-7111, DOI 10.1137/S0097539796309764)
- Joseph S . B . Mitchell, « Shortest Paths and Networks », dans Jacob E . Goodman et Joseph O’Rourke (éditeurs), Handbook of Discrete and Computational Geometry, Chapman and Hall/CRC, 2004, 2e éd. (ISBN 978-1-58488-301-2 et 978-1-4200-3531-5, DOI 10.1201/9781420035315.ch27), p. 607-641

## Prix et distinctions
Mitchell a reçu un prix NSF Presidential Young Investigator, il a été boursier du programme Fulbright, et récipiendaire du President's Award for Excellence in Scholarship and Creative Activities. En 2010, il est lauréat du Prix Gödel avec Sanjeev Arora pour avoir décrit un schéma d'approximation en temps polynomial pour le problème du voyageur de commerce euclidien,,.
En 2011, il devient fellow de l'Association for Computing Machinery, pour ses recherches en géométrie algorithmique et sur les algorithmes d'approximation.